# Старо Топоље
Старо Топоље је насељено место у саставу општине Доњи Андријевци у Бродско-посавској жупанији, Република Хрватска.

## Историја
До територијалне реорганизације у Хрватској налазило се у саставу старе општине Славонски Брод.

## Становништво
На попису становништва 2011. године, Старо Топоље је имало 736 становника.

## Попис1991.
На попису становништва 1991. године, насељено место Старо Топоље је имало 789 становника, следећег националног састава:
| Попис 1991.‍  | Попис 1991.‍  | Попис 1991.‍ | Попис 1991.‍ | Попис 1991.‍ |
| ------------ | ------------ | ----------- | ----------- | ----------- |
|              |              |             |             |             |
| Хрвати       | Хрвати       |             | 753         | 95,43%      |
| Украјинци    | Украјинци    |             | 9           | 1,14%       |
| Југословени  | Југословени  |             | 8           | 1,01%       |
| Срби         | Срби         |             | 5           | 0,63%       |
| Муслимани    | Муслимани    |             | 1           | 0,12%       |
| Пољаци       | Пољаци       |             | 1           | 0,12%       |
| Чеси         | Чеси         |             | 1           | 0,12%       |
| неопредељени | неопредељени |             | 4           | 0,50%       |
| непознато    | непознато    |             | 7           | 0,88%       |
| укупно: 789  |              |             |             |             |